# Eva Lichtenberger
Pour les articles homonymes, voir Lichtenberger.
Eva Lichtenberger (1er juillet 1954, Zams) est une femme politique autrichienne, membre du Parlement européen de 2004 à 2014, et membre des Verts - L'Alternative verte. Elle a été vice-présidente du Groupe des Verts/Alliance libre européenne.

## Biographie
En tant que membre suppléant à la Commission des affaires juridiques, elle a rédigé en septembre 2008 l'opinion préparatoire concernant la contrefaçon, où elle critique le manque de transparence dans la négociation, par la Commission européenne, de l'Accord commercial anti-contrefaçon (ACAC) .